# 野州山孝市
野州山 孝市（やしゅうざん こういち、1878年8月2日 - 1936年1月23日）は、現在の栃木県真岡市（旧芳賀郡）出身で尾上部屋、出羽海部屋に所属した大相撲力士。本名は直井 幸一。170cm、84kg。最高位は西前頭10枚目。

## 経歴
1897年1月初土俵（同期に玉椿憲太郎）、四股名は出身地の栃木県の旧国名の下野国（野州）より。1900年1月十両昇進。端整な顔立ちで女性に人気があり、1901年1月に入幕したが脱走してしまう。復帰後は相撲に精進していたが、1907年に再び脱走。常陸山谷右エ門が間に入って帰参を許されたのも束の間、5月には廃業してしまった。

## 成績
幕内5場所11勝19敗15休5分預

## 改名
藤ノ川→野州山